# Grallaria griseonucha
El tororoí nuquigrís (Grallaria griseonucha), también denominado hormiguero de nuca gris (en Venezuela), hormiguero seco estoy (en Venezuela) o chululú de nuca gris, es una especie de ave paseriforme perteneciente al numeroso género Grallaria  de la familia Grallariidae, anteriormente incluido en Formicariidae. Es endémica de Venezuela.

## Distribución y hábitat
La subespecie nominal se distribuye en los Andes del oeste de Venezuela, en el centro de Mérida y oeste de Trujillo, y la subespecie tachirae en los Andes del noreste de Táchira (Boca de Monte).
Es poco común en el suelo o cerca de él en su hábitat de bosques montanos húmedos tropicales o subtropicales, entre 2300 y 2900 m s. n. m. de altitud. No se encuentra amenazado.